# Dipartimento di Kleta
Il dipartimento di Kleta è un dipartimento del Ciad facente parte della provincia di Barh El Gazel.
Il dipartimento è stato istituito nell'agosto del 2018.

## Comuni
Il dipartimento comprende i seguenti comuni:
- Méchiméré
- Sofa